# Klasztor norbertanów w Jasovie
Klasztor norbertanów (sk. premonštrátsky kláštor) – barokowy kompleks sakralny w słowackiej miejscowości Jasov, w kraju koszyckim.

## Historia
Norbertanie przybyli do Jasova w XII wieku. Początkowo ich siedzibą był niewielki obronny gródek, którego ślady odnaleziono na terenie obecnego kompleksu. Pierwszy budynek klasztorny wznieśli w 1228. Około 1436 r., w obawie przed grasującymi po terenach Górnych Węgier oddziałami złożonymi z żołnierzy z byłych oddziałów husyckich (głównie taboryckich), klasztor otoczono umocnieniami. W połowie XVI w., w okresie szybkiego rozwoju reformacji, klasztor zanikł jako siedziba zakonu. Dopiero gdy w 1613 r. Turcy zajęli Eger, do klasztoru przeniesiono siedzibę tamtejszego biskupa, a od 1614 do 1650 roku był on również siedzibą kapituły katedralnej z Egeru. Zakonnicy powrócili do klasztoru w 1705 r. i pozostali w nim, za wyłączeniem lat 1787-1802 (wynik reform józefińskich) aż do roku 1950.
Budowę obecnego kompleksu rozpoczęto w 1746, uroczysta konsekracja budowli nastąpiła 24 września 1766 roku. W XIX w. powstała intensywnie później działająca drukarnia klasztorna.  Po 1950 r. w zabudowaniach klasztornych działał dom opieki socjalnej.

## Architektura
Obiekt barokowy, wzniesiony według projektu austriackiego architekta Franza Antona Pilgrama. Posiada 365 okien (liczba dni w roku), 12 kominów (liczba miesięcy) oraz 4 wejścia (liczba pór roku). W centralnej części budynku znajduje się kościół św. Jana Chrzciciela. Na przedłużeniu jego osi wznosi się budynek biblioteki klasztornej, która gromadzona od XIII w. zawiera obecnie również cenne zbiory pochodzące z szeregu innych zlikwidowanych bibliotek klasztornych i szkolnych. Całość otacza cenne historycznie, barokowe założenie ogrodowo-parkowe w stylu francuskim, w którym w przeszłości stała także oranżeria z tego samego okresu.
We wnętrzach klasztoru i kościoła dominuje wystrój rokokowy z lat 60. XVIII w. Jego autorami byli głównie rzeźbiarz J. A. Krauss i malarz J. I. Kracker. Ten drugi, poza wykonaniem szeregu obrazów ołtarzowych, pokrył również monumentalnymi malowidłami sklepienie kościoła, a ściany biblioteki ozdobił cyklem malowideł alegorycznych.

## Galeria

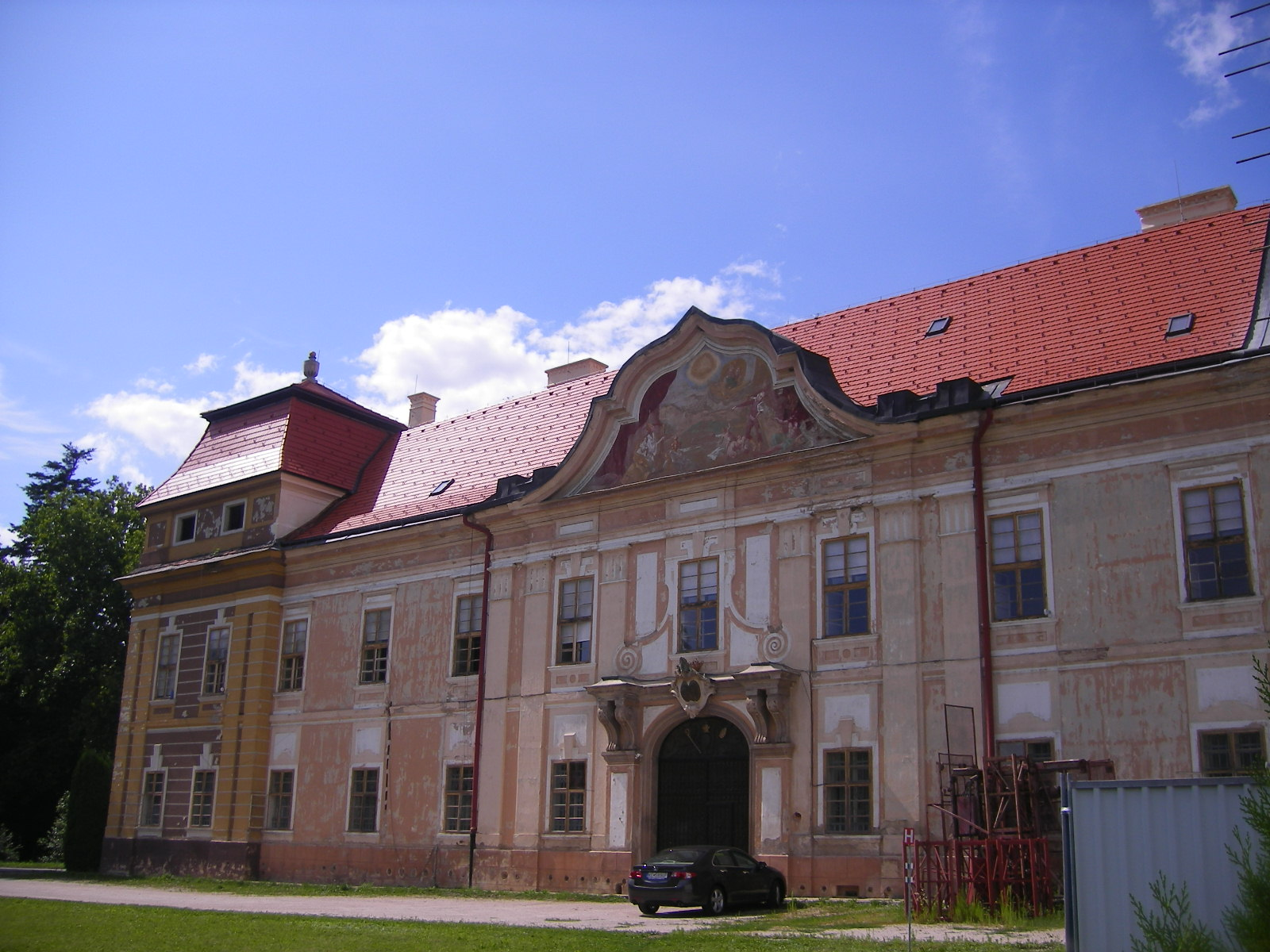
Południowo-zachodnie skrzydło klasztorne
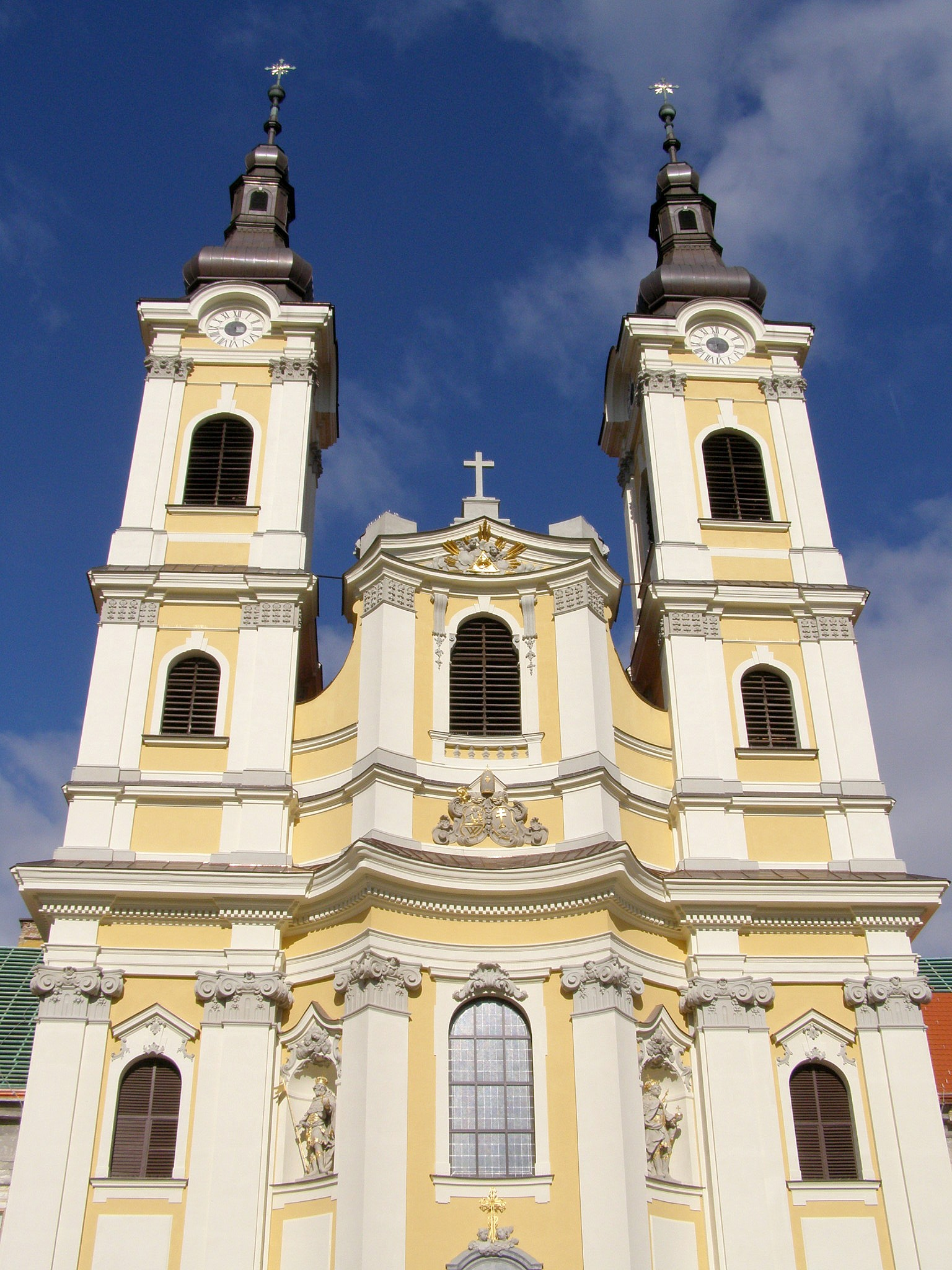
Fasada kościoła św. Jana Chrzciciela
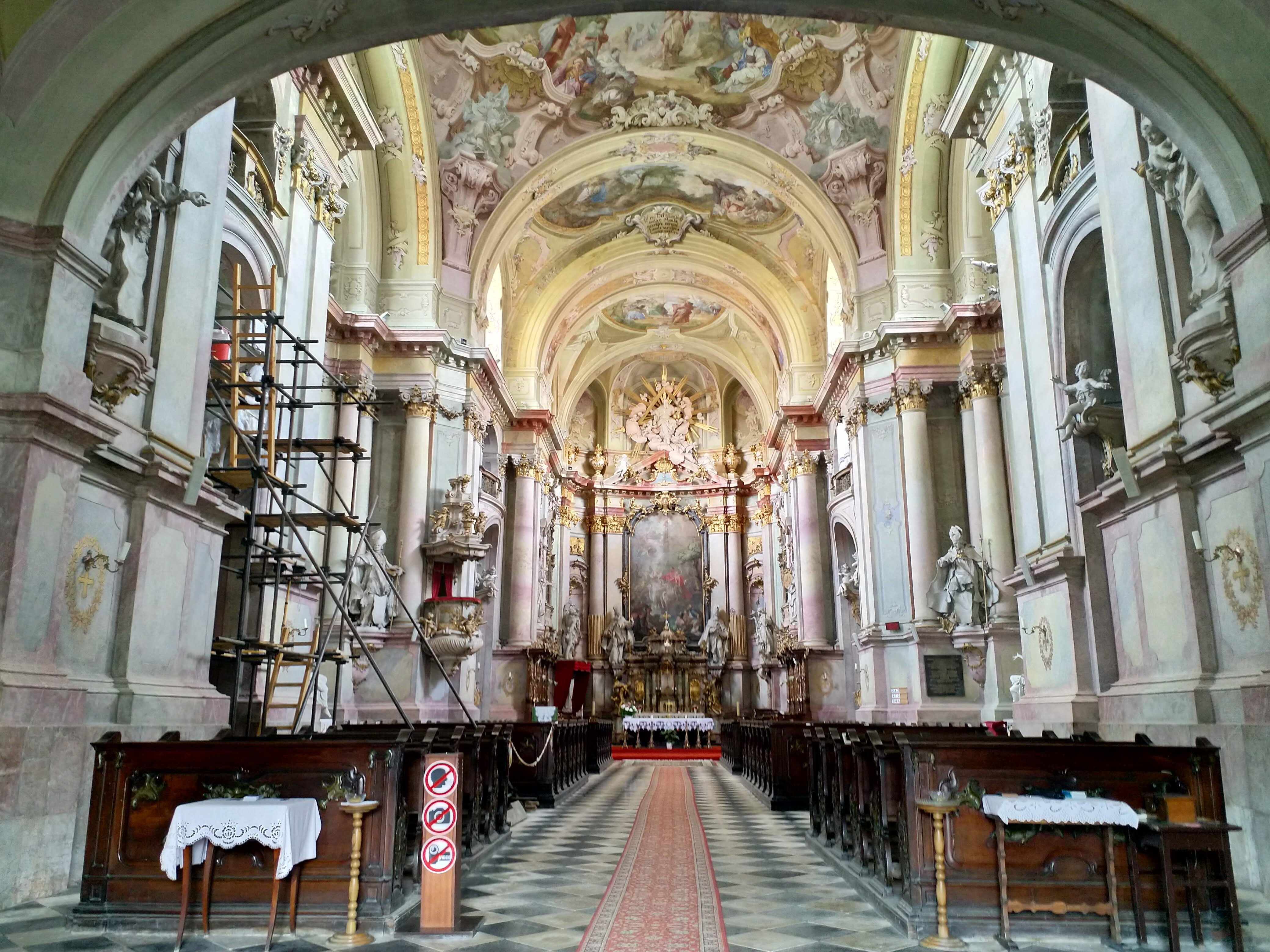
Wnętrze kościoła
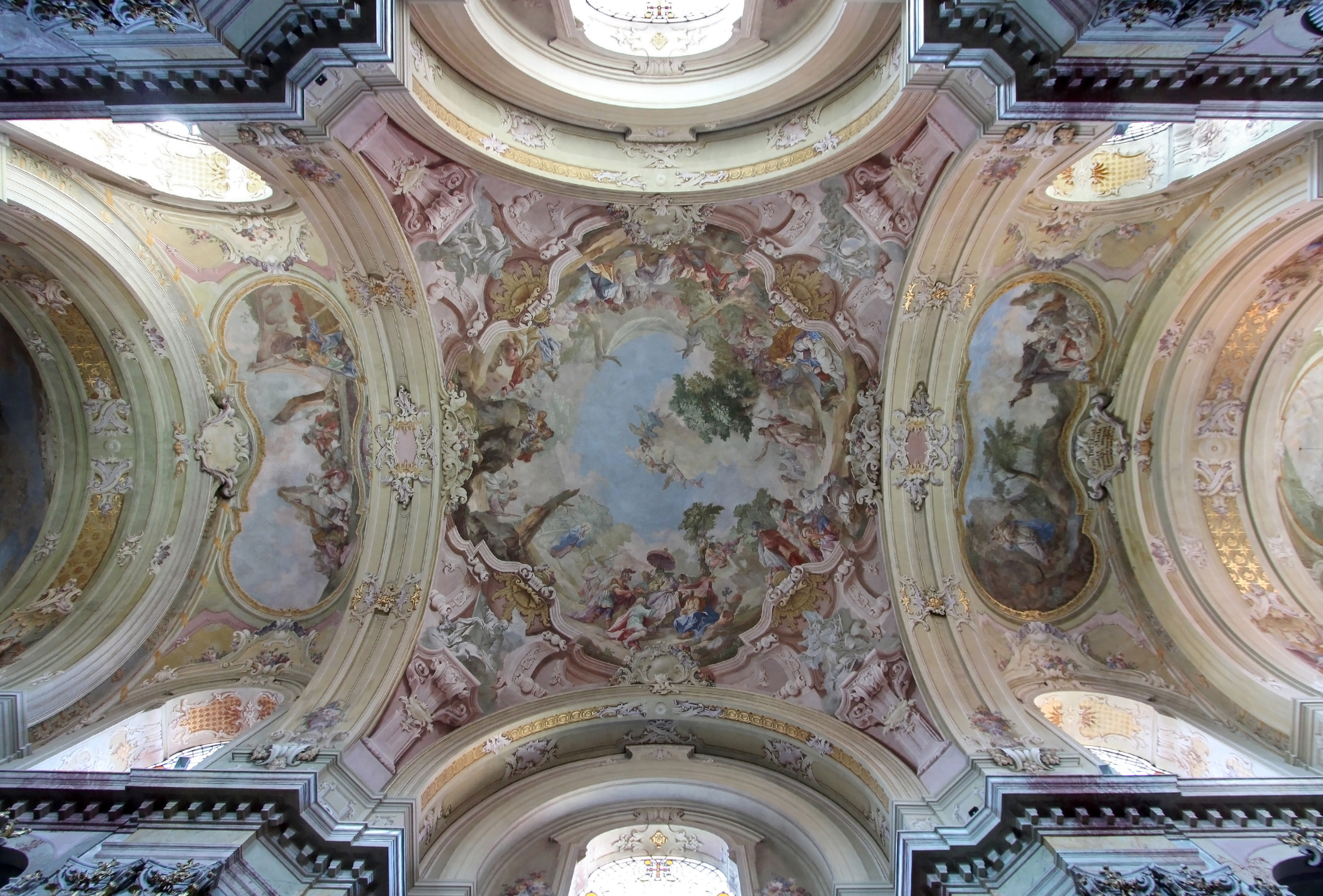
Freski na sklepieniu
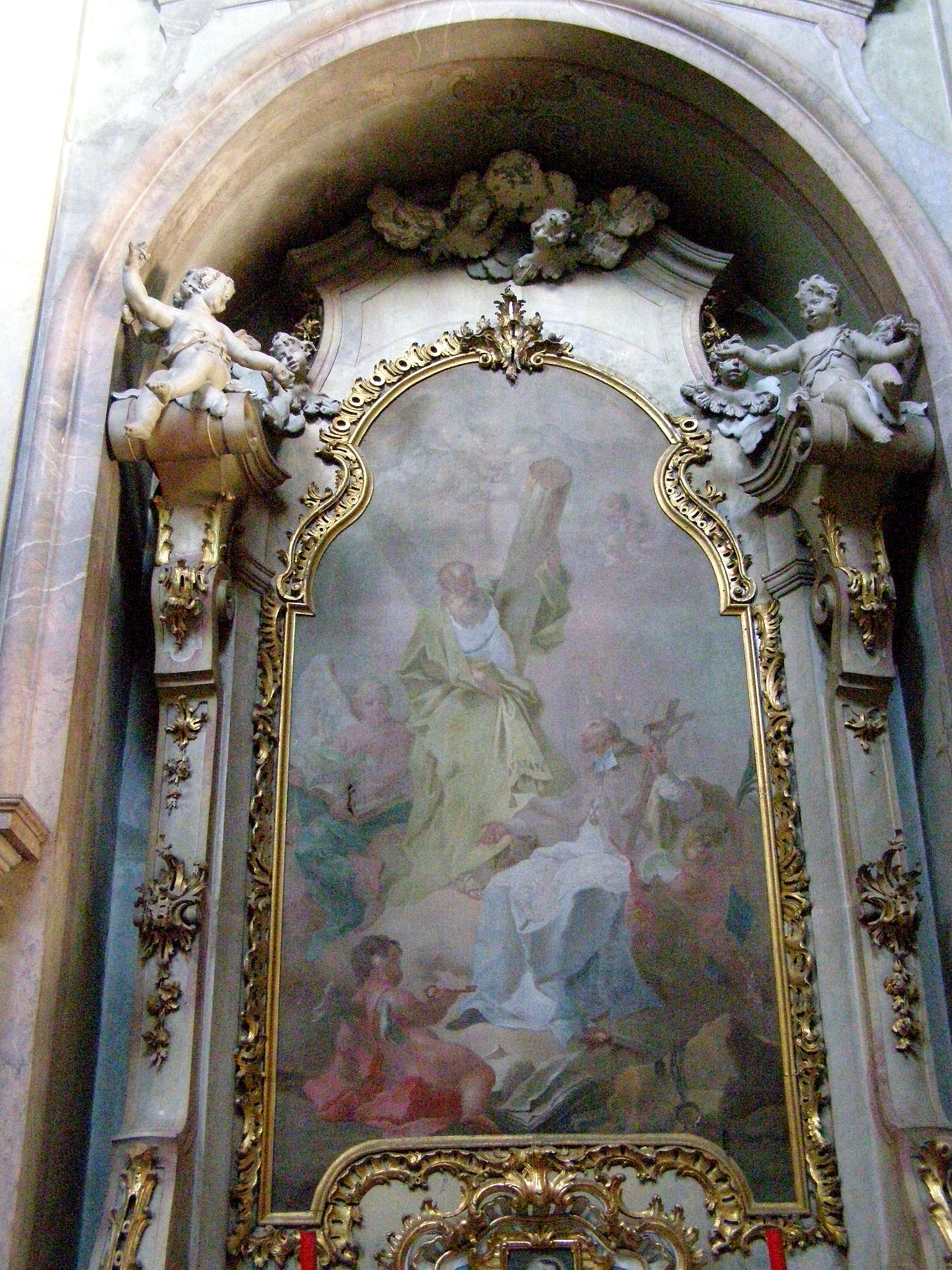
Ołtarz św. Jana Nepomucena